# Estniskt kallblod
Det estniska kallblodet, även kallad Eston-Arden (estniska: eesti raskeveohobune) är en hästras som härstammar från Estland. Det estniska kallblodet är en typisk arbetshäst, även om de moderna kallbloden är lättare i typen och används idag främst i jordbruk. Rasen är dock väldigt ovanlig och det finns bara ca 400 hästar uppdelat på 40 uppfödare av rasen i Estland, varav den största stammen enbart är koncentrerad på 12 av dessa uppfödare. Det finns en tung och en lättare typ av det estniska kallblodet. 

## Historia
Det estniska kallblodet utvecklades i Estland under början av 1800-talet då man började importera Ardennerhästar från Sverige som korsades med de inhemska Klepperhästarna. Målet var att få fram en härdig arbetshäst och man satsade på hästar som var smidiga och billiga i drift, samt hästar med ett lugnt temperament. 
Från mitten av 1800-talet och fram till 1930-talet förbättrades de estniska kallbloden kontinuerligt genom utavel med importerade Shirehästar och Clydesdale från England för att få fram en lättare typ som även passade till körning. Uppfödarna använde sig av en selektiv avel som baserades på åtta olika stamlinjer. 
Under 1920-talet utvecklades två typer av det estniska kallblodet. De gamla, tunga typerna som enbart var baserade på Ardenner och Klepperhästar, och den modernare lättare körtypen som hade inkorsning av Shirehäst och Clydesdale. 1953 blev det estniska kallblodet erkänt som en egen ras. 
Medan resten av världens jordbruk mekaniserades under mitten av 1900-talet så fortsatte efterfrågan på de estniska kallbloden att öka i Estland och än idag är det efterfrågan på hästarna. Men idag är den tunga, gamla typen nästan helt bortavlad till förmån för de lättare typerna som både är snabbare och mer flexibla. Men rasen är nästan utdöd med enbart 400 exemplar i Estland. Dessa 400 hästar är uppdelade på ca 40 uppfödare, men aveln är koncentrerad till enbart 12 av dessa uppfödare.

## Egenskaper
Det estniska kallblodet är en lättare arbetshäst som har goda rörelser och som är relativt snabb i jämförelse med många andra kallblodshästar. De är ca 155-160 cm i mankhöjd, kraftigt byggda med utåtbuktande nosprofil och grovt huvud. De är enbart bruna eller fux och har ofta kraftigt hovskägg. Halsen är väl musklad och hästarna ger ett starkt intryck.
Egenskaperna som man avlade på förut existerar än idag och hästarna är lugna, lätthanterliga och billiga i drift då de kan jobba hårt med enbart lite foder, en förutsättning bland fattigare bönder i Estland. 